# Waltraud Breitinger
Waltraud Breitinger (geboren im 20. Jahrhundert) ist eine deutsche Rechtsanwältin und SPD-Mitglied. Von 1965 bis 1966 war sie Richterin am Bayerischen Verfassungsgerichtshof.

## Leben
Am 7. Juli 1965 wurde die Rechtsanwältin Waltraud Breitinger von der SPD-Fraktion vorgeschlagen als nicht-berufsrichterliches Mitglied am Bayerischen Verfassungsgerichtshof. Der Bayerische Landtag hat sie anschließend mit Mehrheitsvotum gewählt.